# NGC 305
NGC 305 – grupa gwiazd znajdująca się w gwiazdozbiorze Ryb, klasyfikowana jako gromada otwarta lub asteryzm. Odkrył ją John Herschel 17 października 1825 roku. Znajduje się w odległości ok. 4800 lat świetlnych od Słońca oraz 30,7 tys. lat świetlnych od centrum Galaktyki. W starszych katalogach oraz bazie SIMBAD NGC 305 jest nieprawidłowo identyfikowana jako galaktyka MCG+02-03-015 (PGC 3313).